# Josetxo Cerdán Los Arcos
Josetxo Cerdán Los Arcos (Tudela, Navarra, España, 1968) es un historiador, profesor universitario y productor de cine español. Desde  septiembre de 2018 a diciembre de 2022 fue director de la Filmoteca Española.

## Biografía
En 1996 se doctoró en la Universidad Autónoma de Barcelona con una tesis dirigida por Román Gubern sobre la llegada del cine sonoro en España. Durante los años 1998-1999 y 2007-2008 impartió docencia al Máster en Teoría y Práctica del Documental Creativo de la UAB, donde coordinó la producción de más de medio centenar de cortos documentales. Fue profesor titular de la Universidad Autónoma de Barcelona entre el 1996 y el 2008, así como de la Universidad Rovira i Virgili de Tarragona entre 2009 y  2013. Para esta universidad ejerció de investigador principal de dos proyectos subvencionados por el Ministerio de Ciencia, Innovación e Universidades y el Consejo del Audiovisual Catalán sobre el audiovisual contemporáneo español y los roles de género, respectivamente.
Como investigador y docente, Cerdán se ha especializado en cine documental y experimental español, cine transnacional e historia del audiovisual. En este sentido es coeditor y autor de varios libros sobre estas áreas de especialización como por ejemplo Mirada, memoria y fascinación. Notas sobre el documental español (2001), Documental y Vanguardia (2005), Suevia Films-Cesáreo González. Treinta años de cine español (2005) y Ricardo Urgoiti. Los trabajos y los días (2007). También es autor del monográfico Después de lo real (Revista Archivos de la Filmoteca, números 57 y 58). Ha realizado tareas de producción y ha sido comisario de varias instituciones, entre ellas el Instituto Cervantes mediante el programa D-generación: experiencias subterráneas de la no ficción española, realizado en colaboración con el Festival Internacional de Cine de las Palmas de Gran Canaria del 2009.
Como programador de festivales, cabe destacar su tarea como director artístico del Festival Punto de Vista entre 2010 y 2014, del Festival Internacional de Documental de Navarra. En el campo académico, fue visiting scholar en la Universidad de Nueva York en 2010. En 2012 fue nombrado programador de Robert Flaherty Film Festival.
Desde 2018, Josetxo Cerdán es catedrático de la Universidad Carlos III de Madrid y miembro del grupo de investigación especializado en memoria, representación e industria audiovisual Tecmerin. Ocupó el cargo de director de la Filmoteca Española entre el 3 de septiembre de 2018 y diciembre de 2022. 

## Obras

### Filmografía
- 1999: Los aucells de la piscina (productor)
- 2000: La bella inquietud (guionista)
- 2007: Los pasos de Antonio (productor)
- 2014: Pepe el andaluz (guionista)
- 2016: La película de nuestra vida (montador).

### Publicaciones
- Mirada, memoria y fascinación. Notas sobre el documental español (2001) (coautor con Casimiro Torreiro).
- Documental y Vanguardia (2005) (Autor y coeditor con Casimiro Torreiro).
- Suevia Films-Cesáreo González. Treinta años de cine español (2005) (Coordinador con José Luis Castro de Paz).
- Ricardo Urgoiti. Los trabajos y los días (2007) (coautor con Luis Fernández Colorado)
- Del sainete al Esperpento. Relecturas del cine español de los años 50 (2007) (Coautor con José Luis Castro de Paz).